# Hard Target
Hard Target is een Amerikaanse actiefilm geregisseerd door John Woo en met Jean-Claude Van Damme in de hoofdrol uit 1993.

## Verhaal
Natasha Binder, een jonge vrouw, is op zoek naar haar verdwenen vader.
Een mysterieuze man (Jean Claude Van Damme), zonder vaste woon- of verblijfplaats, wordt door haar ingehuurd om op te treden als haar gids in het Amerikaanse New Orleans.
Als Natasha's vader dood wordt teruggevonden blijkt dat hij werd vermoord.
Verder speurwerk leidt naar een bende die klanten laat betalen om dakloze ex-militairen op te jagen en te doden.
Als die bende in de gaten krijgt dat ze op de hielen worden gezeten wordt Chance hun volgende doelwit.

## Rolverdeling
| Acteur                | Personage                  | Opmerkingen                                                                                             |
| --------------------- | -------------------------- | --- |
| Jean-Claude Van Damme | Chance Boudreaux           | Protagonist, ex-militair en thans werkloze die door Natasha wordt ingehuurd om haar vader op te sporen. |
| Yancy Butler          | Natasha 'Nat' Binder       | Jongedame die in New Orleans op zoek gaat naar haar vader.                                              |
| Lance Henriksen       | Emil Fouchon               | antagonist; hij laat klanten betalen om dakloze ex-militairen op te jagen en te doden.                  |
| Arnold Vosloo         | Pik Van Cleef              | Fouchons rechterhand                                                                                    |
| Chuck Pfarrer         | Douglas Binder             | Natasha's vader. Hij is een dakloze die door een klant van Fouchon wordt gedood.                        |
| Kasi Lemmons          | Rechercheur Marie Mitchell | Politierechercheur die Chance en Nat helpt alvorens door Van Cleef te worden doodgeschoten.             |
| Wilford Brimley       | Oom Douvee                 | Chances oom die diep in de bossen woont en Chance te hulp schiet als er op hem gejaagd wordt.           |
| Robert Apisa          | Mr. Lopacki                | Levert Fouchon mogelijke doelwitten. Vermeld als Bob Apisa.                                             |
| Willie C. Carpenter   | Elijah Roper               | Dakloze vriend van Chance. Vermeld als Willie Carpenter.                                                |
| Eliott Keener         | Randal Poe                 | Ronselaar die voor de daklozen werk regelt.                                                             |
| Joe Warfield          | Ismal Zenan                | Klant van Fouchon.                                                                                      |
| Marco St. John        | Dr. Morton                 | Schouwarts die werkt voor Fouchon.                                                                      |
| Sven-Ole Thorsen      | Stephan                    | Handlanger Fouchon. Vermeld als Sven Thorsen.                                                           |
| Ted Raimi             | Voorbijganger op straat    | |